# Falken
Die Falken (Falco), auch Echte Falken, sind eine Gattung aus der Familie der Falkenartigen (Falconidae) mit meist langem Schwanz und spitzen Flügeln.

## Merkmale und Anatomie
Die Falken bilden eine verhältnismäßig einheitliche Gruppe. Zu ihren Merkmalen zählt der hakenförmig nach unten gebogene Oberschnabel, an dessen vorderem Teil sie eine Zacke tragen, den sogenannten Falkenzahn. Diese Ausformung unterstützt den Biss in den Nacken beziehungsweise in den Hinterschädel des Beutetiers, durch den dieses getötet wird.
Die Augen sind relativ groß, die Iris ist meist dunkel. Wie bei den Habichtartigen ist die Befiederung der Unterschenkel meist zu sogenannten „Hosen“ verlängert. Eine schwache Befiederung zieht sich über das Fersengelenk hinweg.

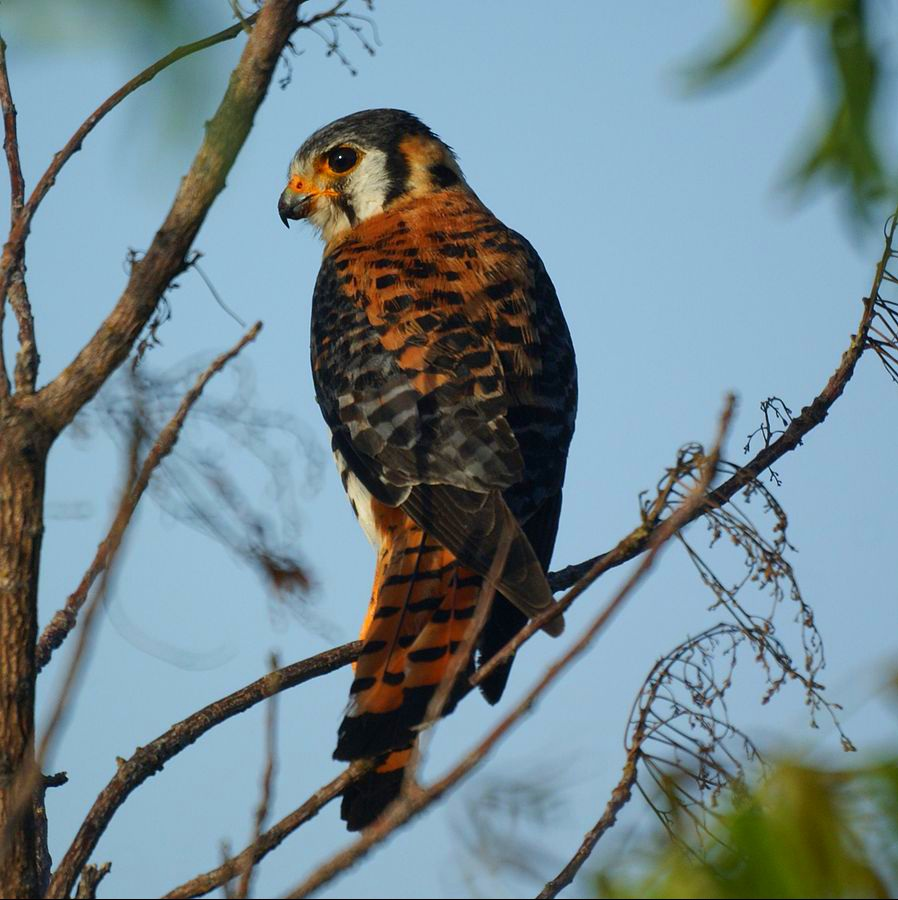
Buntfalke

Falken haben 15 Halswirbel. Ein Turmfalke beispielsweise, der von einer Warte aus nach Beute ausspäht, kann seine Halswirbelsäule um 180° drehen. Schon aufgrund seiner Augenstellung beträgt sein Blickfeld 220°, ohne dass er den Hals auch nur drehen muss.

## Verbreitung
Die Gattung ist fast weltweit verbreitet und umfasst 39 Arten. In Mitteleuropa kommen mit Turmfalke, Rotfußfalke, Baumfalke, Wanderfalke und Würgfalke fünf Falkenarten als Brutvögel vor. Der Rötelfalke brütete bis vor wenigen Jahren noch in der Steiermark, kann aber mittlerweile nicht mehr als mitteleuropäischer Brutvogel angesehen werden. Als Wintergast aus dem Norden kann in Mitteleuropa nicht selten der Merlin beobachtet werden.
Unter den Falken befinden sich obligatorische Zugvögel, aber auch Standvögel. Zu den Langstreckenziehern zählt der Baumfalke, der von seinem Brutareal bis in die Kapprovinz Südafrikas zieht. Der Turmfalke dagegen ist ein Kurzstreckenzieher. Falken sind Breitfrontzieher, die in breiter Front von Gibraltar bis Arabien nach Afrika ziehen. Im aktiven Ruderflug überwinden sie auch größere Wasserflächen.

## Fortpflanzung
Falken bauen keine Nester. Die Brut findet in Nestern anderer Vogelarten oder in einfachen Mulden an Felswänden, Gebäuden oder auf Bäumen statt. Dies unterscheidet sie von den Greifvögeln.

## Nahrungserwerb
Falken sind tagaktive Jäger. Im Gegensatz zu Adlern oder Bussarden ist ihre Anatomie auf den aktiven Flug hin ausgerichtet und nicht optimal zum Nutzen von Aufwinden geeignet. Dies führt dazu, dass die meisten Falkenarten ihre Beute im aktiven Flug suchen oder von einem Ansitz aus nach Nahrung Ausschau halten. Wird diese entdeckt, wird sie auch über weite Strecken hin angeflogen und verfolgt. Obwohl die Jagdtechnik des „Rüttelns“ als typisch für Falken angesehen wird, jagen nur wenige Arten auf diese energieaufwendige Weise. In Mitteleuropa ist besonders der Turmfalke für häufiges Rütteln bekannt (daher sein volkstümlicher Name Rüttelfalk). Gelegentlich können auch Rotfußfalken beim Rüttelflug beobachtet werden. Besonders häufig ist das Rütteln in Gelände mit wenigen oder fehlenden erhöhten Sitzgelegenheiten.
Zur natürlichen Beute von Falken gehören je nach Größe und besonderer Anpassung der Art kleine Säugetiere, Vögel, Reptilien, Amphibien und größere Insekten. Die Füße dienen, anders als bei Habichten, Adlern und Weihen, nur zum Fang und Halten der Beute. Bei Wanderfalken können nach einem Sturzflug Vögel jedoch so hart mit Füßen und Krallen getroffen werden, dass sie bereits durch die Wucht des Aufpralls getötet werden.

## Systematik
Neueste molekulargenetische Untersuchungen zeigen, dass Falken näher mit Papageien und Sperlingsvögeln verwandt sind als mit Greifvögeln.

## Falken und Menschen

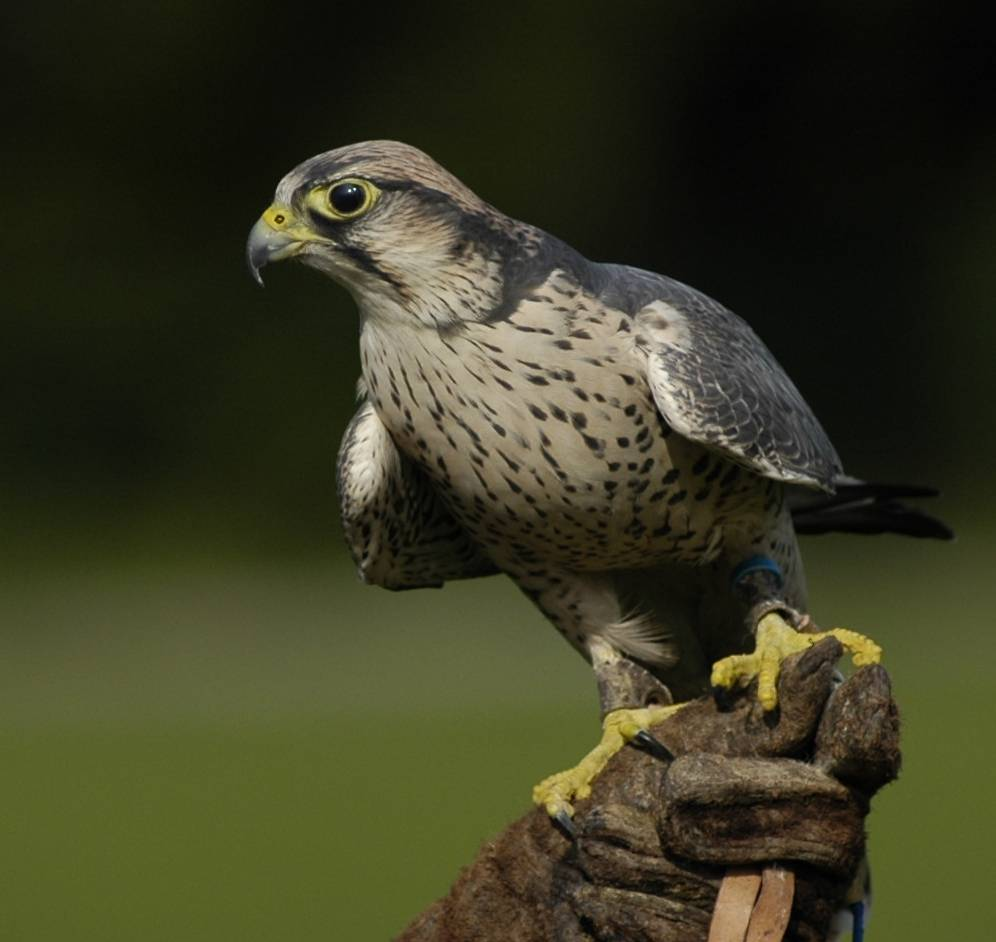
Falke bei einer Falknereivorführung

### Mythologie
Bei vielen Völkern spielen Falken eine Rolle in der Mythologie. In der ägyptischen Mythologie existieren mehrere falkengestaltige Gottheiten wie etwa Horus (Himmel), Re (Sonne) und Chons (Mond). In diesem Zusammenhang kommt dem Falken auch als Symbol des Pharaos eine besondere Bedeutung zu.
In der nordischen Mythologie trägt die Göttin Freya ein Falkengewand, mit dem sie je nach Lesart wie ein Falke durch die Lüfte gleiten kann oder sich gar in einen solchen verwandelt.
Bei den Kelten zählte der Falke als Übermittler zwischen Diesseits und Jenseits.
In der slawischen Mythologie ist der Falke (Sokol) eine Gestalt der Sonne und des Lichtes. Er ist bekannt für seinen großen Mut, seine scharfen Augen, und er kann in kürzester Zeit große Distanzen durchmessen. Deshalb ist er besonders der Vogel der Krieger. Die Helden der russischen Märchen verwandeln sich gerne in Falken, um schwierige Aufgaben zu bewältigen.

### Die Beizjagd
Falken werden seit alters her für die Beizjagd eingesetzt, denn sie sind sehr gute Jäger. Nach wie vor geschätzt wird für diese Jagdform der Gerfalke, die größte Falkenart. In Nordamerika kommt vor allem der Präriefalke zum Einsatz, da er als besonders aggressiver Jäger gilt.
Die ritterlich-höfische Gesellschaft des frühen europäischen Mittelalters pflegte die Beizjagd mit dem Falken als Teil ihres gesellschaftlichen Lebens. Die mittelhochdeutsche höfische Lyrik nahm das Bild vom aufsteigenden Falken, der sich in die Lüfte schwingt, als Sinnbild für den sogenannten „hôhen muot“, das tragende Lebensgefühl des höfischen Rittertums.
Die Beizjagd hat jedoch in früherer Zeit auch wesentlich zur Bestandsgefährdung der Falken beigetragen, da viele der dafür genutzten Vögel aus der Natur entnommen wurden. Besonders in arabischen Ländern ist der Besitz ausgefallener Falken nach wie vor ein Statussymbol. Die Beizjagd unterliegt in Deutschland strengen Vorschriften und man benötigt zur Ausübung einen Jagdschein (Jägerprüfung) und einen Falknerschein (Falknerprüfung). Viele deutsche Falkner widmen sich heute ehrenamtlich dem Greifvogelschutz, leisten Öffentlichkeitsarbeit, betreiben Auffangstationen oder pflegen verletzte oder verwaiste Tiere. Ohne ihr Engagement bei der Nachzucht und Auswilderung wäre u. a. der Wanderfalke in Deutschland wahrscheinlich bereits ausgestorben.

## Arten
- Falken (Falco)

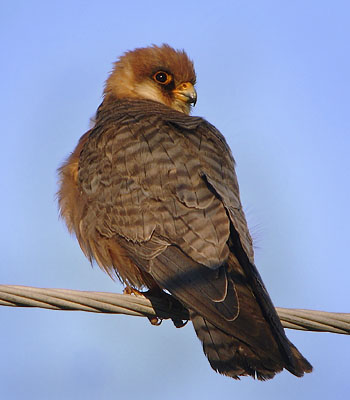
Rotfußfalke (F. vespertinus)

  - Afrikanischer Baumfalke (F. cuvierii)
  - Amurfalke (F. amurensis)
  - Aplomadofalke (F. femoralis)
  - Australischer Baumfalke (F. longipennis)
  - Baumfalke (F. subbuteo)
  - Bindenfalke (F. zoniventris)
  - Buntfalke (F. sparverius)
  - Eleonorenfalke (F. eleonorae)
  - Felsenfalke (F. rupicolus)
  - Fledermausfalke (F. rufigularis)
  - Fuchsfalke (F. alopex)
  - Gerfalke (F. rusticolus)
  - Graubartfalke (F. cenchroides)
  - Graufalke (F. ardosiaceus)
  - Habichtfalke (F. berigora)
  - Laggarfalke (F. jugger)
  - Lannerfalke (F. biarmicus)
  - Madagaskarfalke (F. newtoni)
  - Malaien-Baumfalke (F. severus)
  - Maorifalke (F. novaeseelandiae)
  - Mauritiusfalke (F. punctatus)
  - Merlin (F. columbarius)
  - Molukkenfalke (F. moluccensis)
  - Präriefalke (F. mexicanus)
  - Réunionfalke (F. duboisi) †
  - Rotbrustfalke (F. deiroleucus)
  - Rotfußfalke (F. vespertinus)
  - Rothalsfalke (F. chicquera)
  - Rußfalke (F. subniger)
  - Rötelfalke (F. naumanni)
  - Schieferfalke (F. concolor)
  - Schwarzrückenfalke (F. dickinsoni)
  - Seychellenfalke (F. araea)
  - Silberfalke (F. hypoleucos)
  - Steppenfalke (F. rupicoloides)
  - Taitafalke (F. fasciinucha)
  - Turmfalke (F. tinnunculus)
  - Wanderfalke (F. peregrinus)
  - Würgfalke (F. cherrug)

Der Gerfalke ist die größte bekannte Falken-Art.